# Acanthais brevidentata
Acanthais brevidentata là một loài ốc biển, là động vật thân mềm chân bụng sống ở biển trong họ Muricidae, họ ốc gai.